# واين آدم فورد
واين آدم فورد (بالإنجليزية: Wayne Adam Ford) هو قاتل متسلسل أمريكي، ولد في 3 ديسمبر 1961 في بيتالوما في الولايات المتحدة.